# Andrea Bondanini
Andrea Bondanini (Milano, 17 ottobre 1983) è un nuotatore italiano.

## Carriera
Nuotatore di fondo, ha partecipato a numerose gare di Coppa del mondo, come la famosa Rio-Coronda, 57 km, ciudad di Rosario, 15 km, e la prestigiosa Capri-Napoli, 36 km. Tesserato per il G.S. Fiamme Oro, è attualmente allenato da Renzo Bonora allenatore del Team Lombardia presso la piscina di Treviglio e Melzo. L'unico nuotatore fondista della Lombardia attualmente in Nazionale.
Dal 2005 in Nazionale, 7º posto in Coppa Europa nel 2006,  ha conquistato nel 2008 l'argento ai Campionati Italiani Assoluti di nuoto di fondo nella distanza 25 km. Nel 2010 ha partecipato ai Campionati europei di nuoto di Budapest nella gara dei 25 km, arrivando settimo.

## Palmarès
| Campionati europei     | 25 km individuale |
| 2008 Ragusa Croazia    | 13º 4h 44'39"6    |
| 2010 Budapest Ungheria | 7º 5h 19'55"0     |

### Campionati italiani
Questi i suoi risultati ai campionati italiani
edizioni in acque libere
| Anno | Edizione | fondo 25 km |
| ---- | -------- | ----------- |
| 2008 | Fondo    | 2           |
| 2010 | Fondo    | 3           |
| 2012 | Fondo    | 3           |

### Altri risultati
Cagliari - Poetto:
2011: 1º nella Gran Fondo 17,5 km
2012: 1º nella Gran Fondo 17,5 km e nella 4,2 km; 3º nella 7,2 km. Vince anche la combinata Trofeo "Ugo Goffi".